# Entre la niebla

Entre la niebla es el duodécimo álbum de estudio del grupo mexicano de rock La Barranca. Este material musical está disponible desde el 11 de diciembre de 2020 en plataformas digitales. Ese mismo día en el El Club del Rock & Roll Label iniciaron las preventas para la adquisición de los formatos físicos tanto en vinilo como en CD. Es el primer álbum de estudio en el cual participa su más reciente baterista hasta la fecha, Abraham Mendoza, de la misma manera es su primer trabajo que será presentado digitalmente en vivo a través de la plataforma de la Universidad de Guadalajara en el Teatro Diana.
En Entre la Niebla se deja lo instrumental y vuelven con 10 canciones inéditas: “El disco… suena curioso, pero ya lo dije y obviamente ustedes ya lo habían deducido: lo que nos proponemos hacer es un disco, un álbum, aunque dicen que la gente ya no oye discos, que ya no tiene tiempo ni capacidad de atención para oír álbumes completos, sino sólo canciones aisladas. Nosotros estamos pensando en un disco. Justo antes de que iniciara la pandemia nos habíamos juntado ya, en Valle de Bravo, para trabajar en un par de canciones nuevas, bajo la idea vaga de hacer un EP… Pero esos eran planes pre-Covid”, comentó Aguilera para Polvora.com.mx
Aunque hecha mano de materiales, ideas y fragmentos de canciones e incluso montajes previos, el trabajo de Entre la Niebla inicia formalmente el 14 de abril de 2020. El grueso de la escritura tiene lugar en Valle de Bravo en los siguientes meses, casi en paralelo con el trabajo de arreglos, que se hace a distancia, compartiendo archivos digitalmente. Las bases del disco fueron grabadas en la Ciudad de México en la semana del 14 al 18 de septiembre. Los pianos se realizaron el 9 de octubre. Mientras que instrumentos adicionales y voces se grabaron en los estudios personales de la banda en las semanas siguientes. En ningún punto del proceso estuvieron los cinco integrantes de La Barranca en el mismo espacio físico.
Para este material, La Barranca se compone por José Manuel Aguilera, Adolfo y Ernick Romero, Yann Zaragoza y Abraham Mendez, como invitada especial (así como en shows) Cecilia Toussaint. La portada corrió a cargo de Francisco Larios y lo que observamos es la obra llamada Cuerpos Flotantes.
El álbum cuenta con una duración de 42 minutos distribuidos en 10 canciones totalmente nuevas.

## Lista de temas
| N.º   | Título                   | Escritor(es)                    | Duración |  |
| 1.    | «Sueño de orquídea»      | Aguilera                        | 4:26     |  |
| 2.    | «Máscara de relámpago»   | Aguilera                        | 5:25     |  |
| 3.    | «Entre la niebla I»      | Aguilera, A. Romero y E. Romero | 4:49     |  |
| 4.    | «Nada tiene paz»         | Aguilera                        | 4:04     |  |
| 5.    | «Pandemónium»            | Aguilera                        | 3:38     |  |
| 6.    | «Sin temor ni esperanza» | Aguilera                        | 4:59     |  |
| 7.    | «Afrodita»               | Aguilera                        | 2:35     |  |
| 8.    | «Ocaso»                  | Aguilera                        | 3:41     |  |
| 9.    | «Este amor»              | Aguilera                        | 3:32     |  |
| 10.   | «Entre la niebla II»     | Aguilera, Yamil Rezc            | 4:46     |  |
| 42:02 |                          |                                 |          |  |

## Músicos
- José Manuel Aguilera: voz, guitarra, loops y sintetizadores extra
- Adolfo Romero: guitarra, sintetizador y prophet en Este amor
- Ernick Romero: bajo, sintetizador de bajo, coros
- Yann Zaragoza: piano eléctrico, piano y sintetizadores
- Abraham Méndez: Batería y percusión
- Cecilia Toussaint: Coros

## Créditos
- Arreglos y prudcción: La Barranca
- Grabación bases: Eduardo Del Águila, Estudio Chapelle
- Grabación pianos: Pablo Rojas, Estudio 13
- Grabaciones adicionales: Adolfo Romero. Ernick Romero, Abraham Méndez, Jose Manuel Aguilera
- Mezcla: Eduardo Del Águila, Monomix Estudio, CDMX
- Master: Harris Newman, Greymarket Mastering, Montreal
- Diseño portada (material discográfico): Kraken / Buró Negro
- Fotos portada: detalle de Cuerpos Flotantes, de Francisco Larios, cortesía del autor
- Fotos banda (material discográfico): Adolfo Romero
- Idea original portada: Adolfo Romero
- Cuidado editorial: Magali Aguilera[1][2][3]